# Onthophagus vatovai
Onthophagus vatovai é uma espécie de inseto do género Onthophagus, família Scarabaeidae, ordem Coleoptera.
Foi descrita cientificamente por Müller em 1942.